# فيروس 3099
فيروس 3099 (بالإنجليزية: 3099 virus)‏ هو سلاسلة ضمن جنس الفيروس الرملي الثدوي.